# Carousel (Musical)
Carousel ist die musikalische Umsetzung des Bühnenstücks Liliom von Ferenc Molnár in der Fassung von Benjamin Glazer mit Musik von Richard Rodgers, Liedtexten und Buch von Oscar Hammerstein II. 
Die Uraufführung fand am 19. April 1945 im Majestic Theatre am Broadway statt und brachte es auf 890 Vorstellungen in Folge. Die Premiere in London war am 7. Juni 1950 im Drury Lane Theatre; hier wurden 566 Vorstellungen gespielt. Die deutschsprachige Erstaufführung brachte die Volksoper Wien am 15. Oktober 1972 heraus. Die deutsche Fassung stammt von Robert Gilbert.
1956 erschien eine Film-Adaption des Musicals, die in den Studios von 20th Century Fox unter der Regie von Henry King produziert wurde. 1967 wurde in den USA eine TV-Version ausgestrahlt. Am 6. Juni 2002 wurde Carousel zu Ehren vom Hammerstein und Rodgers in einer Konzertaufführung in der Carnegie Hall in New York City gezeigt. Aus diesem Musical stammt das besonders unter Sportfans beliebte Lied You’ll Never Walk Alone.

## Handlung
Das Musical nach Molnárs elegischer Komödie Liliom (Vorstadtlegende) hat einen veränderten, optimistischeren Schluss. Außerdem wurde, da der Zweite Weltkrieg noch nicht zu Ende war, die Handlung von Budapest an die Küste Neuenglands verlegt.
Der leichtlebige Karussellarbeiter Billy und die Fabrikarbeiterin Julie lieben sich. Deshalb werden sie entlassen und somit arbeitslos. Julie erwartet ein Kind. Aus finanzieller Not lässt sich Billy zu einem Raubüberfall überreden, um an Geld zu kommen. Die Sache geht schief. Kurz vor seiner Verhaftung tötet sich Billy selbst mit einem Messer. Als er nach fünfzehn Jahren im Himmel für einen Tag auf die Erde zurückkehren darf, lässt er einen kleinen Stern für seine Tochter Louise als Geschenk mitgehen. Das Kind aber ist verunsichert durch den für sie Fremden und nimmt den Stern nicht an. Im Affekt rutscht Billy die Hand aus und er schlägt seiner Tochter verärgert auf die Hand. Louise rennt davon, er lässt den Stern zurück. Völlig verstört berichtet Louise ihrer Mutter von der Begegnung mit dem Fremden und dass ihr der Schlag keinerlei Schmerz zugefügt hat. Julie spürt tief im Inneren, wie alles zusammenhängt. Sie weiß, dass der Stern dem bisher recht unglücklichen Mädchen den Weg in eine positive Zukunft leuchten wird.

## Musical

### Die Musik
Carousel enthält nur sehr wenige und knappe Dialoge, die zudem nahezu alle musikalisch untermalt sind, so dass der Eindruck eines durchkomponierten Werks entsteht. Rodgers schreibt seine Songs arienhaft, eher angelehnt am Genre Oper als an der Operette. 

#### Orchesterbesetzung
Die opulente Instrumentierung von Donald Walker war ursprünglich für ein 39-köpfiges Orchester erstellt. Über die Jahre wurden zahlreiche Veränderungen vorgenommen, bis schließlich 1993 für die Revivalfassung des Londoner Royal National Theatre von William D. Brohn ein neues Arrangement geschrieben wurde. Diese Fassung gelangte ein Jahr später an den Broadway und nach Tokio.
Die überarbeitete Orchestrierung enthält folgende Instrumentierung:
Fl/Pic, Fl/Klar, Ob/EH, Klar/BassKlar, Fag, Hr (3), Trp (2), Pos, Basspos/Tb, Schl, Hf, Key, Vi (7), Va (2), Vc (3), Kb

#### Die Songs
- Carousel Waltz / Karussell-Walzer
- Mr Snow / Man nennt ihn Mr. Snow
- If I Loved You / Wär’ es Liebe
- June Is Bustin’ Out All Over / So ein Sommer kommt nie wieder
- When The Children Are Asleep / Wenn die Kinder alle schlafen
- Blow High, Blow Low / Ahoi! Ohe!
- Hornpipe / Matrosentanz
- Soliloquy / Monolog
- Finale Akt 1
- Entr’Acte (Zwischenaktmusik)
- This Was A Real Nice Clambake / Das war ein feines Picknick
- Geraniums In The Winder / Geranien vor dem Fenster
- Stonecutters Cut It On Stone / Steinschneider schneiden’s in Stein
- What’s The Use Of Wonderin’ / Was nutzt alles Grübeln?
- You’ll Never Walk Alone / Und dann gehst Du nie allein
- The Highest Judge Of All / Mein höchster Richter
- Ballett
- If I Loved You (Reprise)
- You’ll Never Walk Alone (Reprise) – Finale Akt 2

## Wichtige Aufführungen

### Uraufführung
Die Uraufführung lief vom 19. April 1945 bis 4. Mai 1947 am Broadway im Majestic Theatre mit 890 Aufführungen.
 Produktionsstab 
- Regie: Rouben Mamoulian
- Musikalische Leitung: Joseph Littau
- Orchestration: Don Walker
- Produktions-Design: Jo Mielziner
- Kostüm-Design: Miles White
- Produktion: The Theatre Guild
- Choreografie: Agnes de Mille

 Hauptdarsteller 
- John Raitt (Billy Bigelow)
- Jan Clayton (Julie Jordan)
- Jean Darling (Carie Pipperidge)
- Eric Mattson (Enoch Snow)
- Murvyn Vye (Jigger Craigin)
- Christine Johnson (Nettie Fowler)
- Bambi Linn (Louise)
- Jean Casto (Mrs. Mullin)
- Russell Collins (Starkeeper/Minister)
- Peter Birch (David Bascombe)
- Annabelle Lyon (Hannah)
- Blake Ritter (Captain)
- Pearl Lang (June Girl)
- Connie Baxter (Arminy)
- Marilyn Merkt (Penny)
- Joan Keeman (Jennie)
- Gianna Moise (Virginia)
- Suzanne Tafel (Susan)
- Richard H. Gordon (Jonathan)
- Kathlyn Comegys (She)
- Ralph Linn (Enoch Snow Jr.)
- Lester Freeman (Principal)
- Mimi Stongin (Bessie)
- Jimsi Somers (Jessie)
- Lew Folges (Juggler)
- Robert Pagent (Jimmy, Carnival Boy)
- Jay Velie (First Heavenly Friend/Brother Joshua)
- Tom McDuffie (Second Heavenly Friend)
- Robert Bryn, Larry Every (Policemen)

### Erstaufführung London
In London fand die Erstaufführung am 7. Juni 1950 im Theatre Royal, Drury Lane, statt und lief für 566 Aufführungen.
 Produktion 
- Regie: Rouben Mamoulian
- Choreografie: Agnes de Mille

 Hauptdarsteller 
- Stephen Douglass (Billy Bigelow)
- Iva Withers (Julie Jordan Bigelow)

### Konzertaufführung zu Ehren von Rodgers und Hammerstein
Eine Konzertaufführung fand am 6. Juni 2002 in New York im Isaac Stern Auditorium, Carnegie Hall, statt.
 Produktion 
- Produktionsdesign: Jo Mielziner

Hauptdarsteller
- Hugh Jackman (Billy Bigelow)
- Audra McDonald (Julie Jordan Bigelow)
- Jason Danieley (Enoch Snow)
- Judy Kaye (Nettie Fowler)
- Lauren Ward (Carrie Pipperidge)
- Norbert Leo Butz (Jigger Craigin)

## Film-/Fernsehversionen
Hauptdarsteller des 20th Century Fox – Cinema-Scope Film Karussell von 1956 
- Gordon MacRae (Billy Bigelow)
- Shirley Jones (Julie Jordan Bigelow)
- Cameron Mitchell (Jigger Craigin)
- Barbara Ruick (Carrie Pipperidge)
- Claramae Turner (Nettie Fowler)
- Robert Rounsville (Enoch Snow)
- Gene Lockhart (Starkeeper)
- Audrey Christie (Mrs. Mullin)
- Susan Luckey (Louise)
- William LeMassena (Heavenly Friend)
- John Dehner (David Bascombe)
- Harrison Dowd (Clem)
- Dee Pollock (Enoch Snow Jr.)
- Frank Tweddell (Captain Watson)
- Jacques D’Amboise (Louise’s Dancing Partner)
- Dolores Starr (Snow’s Daughter)
- Charlene Baker (Arminy)
- Marc Holland (Sailor)
- Charles Irwin (Captain)
- Drusilla Davis (Girl at Clambake)
- William Foster (Man at Clambake)
- Larry Johns (School Principal)

 Hauptdarsteller in der Fernsehadaption von 1967 
- Robert Goulet (Billy Bigelow)
- Mary Grover(Julie Jordan Bigelow)
- Pernell Roberts (Jigger Craigin)
- Marlyn Mason (Carrie Pipperidge)
- Charles Ruggles (Dr. Selden / The Starkeeper)

## Tonträger
- Original Cast Recording, Broadway 1945
- Original Filmsoundtrack, 1956
- Revival Cast Recording, Broadway Lincoln Center 1965
- Studio Cast Recording, 1987
- Revival Cast Recording, London 1993
- Cast Recording, Japan 1993
- Revival Cast Recording, Broadway 1994